# Совјетска анексија балтичких држава
Совјетска анексија балтичких држава подразумевала је окупацију три балтичке државе—Естонију, Летонију и Литванију—од стране Совјетског Савеза под покровитељством Споразума Рибентроп-Молотов из 1939. године, јуна 1940. Потом су припојене Совјетском Свезу као саставне републике у августу 1940. године, иако већина западних сила и нација никада није признала њихову инкорпорацију. Дана 22. јуна 1941., Трећи рајх је наапао Совјетски Савез и за неколико недеља окупирао балтичке територије. У јулу 1941. године, Трећи рајх је балтичку територију укључио у свој Рајхскомесаријат Остланд. Као резултат Балтичка офанзива Црвене армије 1944. године, Совјетски Савез је заузео већину балтичких држава и заробио преостале немачке снаге у Курландском џепу до њихове формалне предаје у мају 1945. Совјетска "анексиона окупација" или окупација sui generis балтичких држава трајала је до августа 1991. године, када су три државе поново стекле независност.
Балтичке државе саме, Сједињене Америчке Државе и њихови судови, Европски парламент, Европски суд за људска права и Савет за људска права Организације уједињених нација изјавили су да су ове три државе нападнуте, окупиране и илегално прикључене у Совјетски Савез према одредбама  Споразума Рибентроп-Молотов из 1939. године. Уследила је окупација нацистичке Немачке од 1941. до 1944. године, а затим окупација Совјетског Савеза од 1944. до 1991. Ова политика непризнавања изнедрила је принцип правног континуитета балтичких држава, који сматра да су дејуре, или као правно питање, балтичке државе остале независне државе под илегалном окупацијом током целог периода од 1940. до 1991. године.
У својој поновној процени совјетске историје која је започела током перестројке 1989. године, Совјетски Савез је осудио тајни протокол са Немачком из 1939. године. Међутим, Совјетски Савез никада није формално признао своје присуство на Балтику као окупацију или да је анектирао ове државе и сматрао је Естонску, Летонску и Литванску Совјетску Социјалистичку Републику као три своје саставне републике. С друге стране, Руска Совјетска Федеративна Социјалистичка Република препознала је 1991. године догађаје из 1940. године као "анексију". Историјски ревизионистичка руска историографија и школски уџбеници и даље тврде да су се балтичке државе добровољно придружиле Совјетском Савезу након што су сви њихови народи извели социјалистичке револуције независно од совјетског утицаја. Постсовјетска влада Руске Федерације и њени државни званичници инсистирају на томе да је инкорпорација балтичких држава била у складу са међународним правом и стекла "дејуре" признање споразумима склопљеним у фебруару 1945. на Криму и у јулу - августа 1945. на Потсдамској конференцији и 1975. у Хелсинкију, који су прогласили неповредивост постојећих граница. Међутим, Русија се сложила са захтевом Европе да помогне особама депортованим из окупираних балтичких држава након приступања Савету Европе 1996. године. Поред тога, када је Руска Совјетска Федеративна Социјалистичка Република 1991. године потписала засебан уговор са Литванијом, признала је да је анексија 1940. године представљала кршење литванског суверенитета и признала "дејуре" континуитет литванске државе.
Већина западних влада тврдила је да балтички суверенитет није легитимно надјачан и стога су наставиле да признају балтичке државе као суверене политичке целине које су представљале делегације - именоване од стране балтичких држава пре 1940. - које су функционисале у Вашингтону и у другим градовима. Балтичке државе су "дефакто" стекле независност 1991. године током распада Совјетског Савеза. Русија је почела да повлачи своје трупе са Балтика (почев од Литваније) у августу 1993. године. Потпуно повлачење трупа завршило се у августу 1994. Русија је званично прекинула своје војно присуство на Балтику у августу 1998. године искључењем радарске станице Скрунда-1 у Летонији. Растављене инсталације враћене су у Русију, а локација враћена под летонску контролу, а последњи руски војник напустио је балтичко тле у октобру 1999. године.

## Позадина
Рано ујутро 24. августа 1939. године, Совјетски Савез и Немачка потписали су десетогодишњи пакт о ненападању, назван Споразум Рибентроп—Молотов. Пакт је садржавао тајни протокол којим су државе северне и источне Европе биле подељене на немачку и совјетску "сферу утицаја". На северу су Финска, Естонија и Летонија додељене совјетској сфери. Пољска је требала бити подељена у случају њеног "политичког преуређења"—подручја источно од река Нарев, Висла и Сан припадају Совјетском Савезу, док би Немачка заузела западни део. Литванија, у близини Источне Пруске, била је у немачкој сфери утицаја, иако је други тајни протокол договорен септембра 1939. године већи део литванске територије доделио Совјетском Савезу. Према овом тајном протоколу, Литванија ће повратити своју историјску престоницу Вилњус, коју је у међуратном периоду заузела Пољска.
Након завршетка совјетске инвазије на Пољску 6. октобра, Совјети су вршили притисак на Финску и балтичке државе да закључе уговоре о узајамној помоћи. Совјети су довели у питање неутралност Естоније након бекства интерниране пољске подморнице 18. септембра. Недељу дана касније, 24. септембра, естонском министру спољних послова дат је ултиматум у Москви. Совјети су тражили закључивање споразума о узајамној помоћи ради успостављања војних база у Естонији. Естонци су тако били приморани да прихвате поморске, ваздушне и војне базе на два естонска острва и у луци Палдиски. Одговарајући споразум са Естонијом потписан је 28. септембра 1939., са Летонијом 5. октобра 1939., а са Литванијом недуго затим, 10. октобра 1939. Споразуми су дозвољавали Совјетском Савезу да успостави војне базе на територији балтичких држава за време трајања Европског рата и да од октобра 1939. стационира 25.000 совјетских војника у Естонији, 30,000 у Летонији и 20,000 у Литванији.

## Совјетска окупација и анексија (1940–1941)
У септембру и октобру 1939, совјетска влада приморала је балтичке државе да закључе пактове о узајамној помоћи који су јој дали право да изгради совјетске војне базе. У мају 1940. Совјети су се окренули идеји директне војне интервенције, али су и даље намеравали да успоставе марионетске режиме. Узор им је била Финска Демократска Република, марионетски режим који су Совјети успоставили првог дана Зимског рата. Совјети су организовали кампању за штампу против наводно просавезничких симпатија балтичких влада. У мају 1940. Немци су напали Француску, и окупирали је месец дана касније. Крајем маја и почетком јуна 1940. балтичке државе су оптужене за војну сарадњу против Совјетског Савеза одржавањем састанака претходне зиме. Дана 15. јуна 1940. литванска влада је принуђена да пристане на совјетски ултиматум и дозволи улазак неодређеног броја совјетских трупа. Председник Антанас Сметона предложио је оружани отпор Совјетима, али влада је то одбила, предложивши сопственог кандидата који ће да води режим. Међутим, Совјети су одбили ову понуду и послали Владимира Деканозова да преузме послове док је Црвена армија окупирала државу.
Дана 16. јуна 1940. Летонија и Естонија су такође добиле ултимате. Црвена армија је убрзо након тога заузела две преостале балтичке државе. Совјети су послали Андреја Вишинског да надгледа преузимање Летоније и Андреја Жданова да надгледа преузимање Естоније. Од 18. до 21. јуна 1940. у свакој балтичкој земљи формиране су нове владе "Народног фронта", састављене од комуниста и сапутника. Под надзором Совјетског Савеза, нове владе су организовале намештене изборе за нове "народне скупштине." Бирачима је представљена јединствена листа, а ниједном опозиционом покрету није дозвољено да поднесе кандидатуру.‍:46 Месец дана касније, нове скупштине су се састале, чије су једини посао биле резолуције о придруживању Совјетском Савезу. У сваком случају, резолуције су донете акламацијом. Врховни совјет Совјетског Савеза уредно је прихватио захтеве у августу, дајући тако законско одобрење преузимању. Литванија је укључена у састав Совјетског Савеза 3. августа, Летонија 5. августа, а Естонија 6. августа 1940. Свргнути председници Естоније (Константин Пјатс) и Летоније (Карлис Улманис) били су затворени и депортовани у СССР, а касније су умрли у Тверском региону односно средњој Азији. У јуну 1941. нове совјетске владе извршиле су масовнеt депортације "државних непријатеља". Процењује се да је само Естонија изгубила 60.000 грађана.‍:48 Због тога су многи Балти у почетку поздравили Немце као ослободиоце када су напали недељу дана касније.
Совјетски Савез је одмах почео да подиже гранична утврђења дуж своје новостечене западне границе - такозване Молотовљеве линије.

## Немачка окупација (1941–1944)

### Провинција Остланд и холокауст
Дана 22. јуна 1941. Немци су напали Совјетски Савез. Балтичке државе, недавно совјетизоване претњама, силом и преваром, углавном су дочекале немачке оружане снаге када су прешле границе. У Литванији је избила побуна и успостављена је независна привремена влада. Како су се немачке војске приближавале Риги и Талину, покушавали су да успоставе националне владе. Надало се да ће Немци поново успоставити независност Балтика. Такве политичке наде су убрзо испариле и балтичка сарадња је постала мање искрена или је потпуно престала. Немци су намеравали да балтичке територије припоје Трећем рајху где је требало да се асимилирају "погодни елементи" и истребе "непогодни елементи". У стварној пракси, спровођење окупационе политике било је сложеније, ради административне погодности балтичке државе су биле укључене у састав Белорусије у Рајхскомесаријату Остланд. Подручјем је управљао Хајнрих Лозе који је био опседнут бирократским прописима. Балтичко подручје је било једина источна регија којој је требало да постане покрајина Трећег рајха.
Нацистички расни ставови према балтичком народу разликовали су се између нацистичких власти. У пракси, расне политике нису биле усмерене против већине Балта, већ против Јевреја. Велики број Јевреја живео је у већим градовима, посебно у Вилњусу, Каунасу и Риги. Немачке мобилне јединице за убијање побиле су стотине хиљада Јевреја. Ајнзацгрупа А, којој је додељено балтичко подручје, била је најефикаснија од четири јединице. Немачка политика је присилила Јевреје у гета. Хајнрих Химлер је 1943. наредио својим снагама да затворе гета и пребаце преживеле у концентрационим логорима. Неки Летонци и литвански регрути активно су сарађивали у убијању Јевреја, а нацисти су успели да изазову погроме на локалном нивоу, посебно у Литванији. Само је око 75 посто естонских и 10 посто летонских и литванских Јевреја преживело рат. Међутим, за већину Балтика, владавина Немачке била је мање оштра него што је била совјетска владавина и била је мање брутална од немачких окупација у другим деловима источне Европе. Локални марионетски режими обављали су административне задатке и школама је било дозвољено да функционишу. Међутим, већини људи је ускраћено право на поседовање земље или предузећа.

### Балтички држављани у совјетским снагама
Совјетска администрација је насилно инкорпорирала балтичке националне војске након окупације 1940. године. Већина старијих официра је ухапшена, а многи од њих су убијени. Током немачке инвазије, Совјети су спровели присилну општу мобилизацију која се догодила кршећи међународно право. Према Женевским конвенцијама, овај чин насиља сматра се тешким кршењем и ратним злочином, јер су мобилисани мушкарци од самог почетка третирани као ухапшени. У поређењу са општом мобилизацијом проглашеном у Совјетском Савезу, старосни распон је продужен за 9 година на Балтику, узети су и сви резервни официри. Циљ је био депортовати све људе способне за борбу у Русију, где су послати у логоре за осуђенике. Скоро половина њих је страдала услед лоших услова транспорта, ропског рада, глади, болести и репресивних мера НКВД-а. Поред тога, батаљони за уништавање формирани су под командом НКВД-а. Стога су се балтички држављани борили и у редовима немачке и совјетске војске. Постојала је 201. Летонска стрељачка дивизија, а 308. Летонска стрељачка дивизија одликована је орденом Црвене заставе након протеривања Немаца из Риге у јесен 1944. године.
Процењује се да је 60.000 Литванаца регрутовано у Црвеној армији. Током 1940. године, на основу распуштене литванске војске, совјетске власти су организовале 29. територијални стрељачки корпус. Смањење квалитета живота и услова службе, насилна индоктринација комунистичке идеологије, изазвало је незадовољство недавно советизованих војних јединица. Совјетске власти одговориле су репресијом над литванским официрима 29. корпуса, ухапсивши преко 100 официра и војника и након тога стрељајући њих 20 у јесен 1940. Тада су наводно близу 3.200 официра и војника 29. корпуса сматрани "политички непоузданим". Због високих тензија и незадовољства војника распуштен је 26. коњички пук. Током 1941. јуна преко 320 официра и војника 29. корпуса ухапшено је и депортовано у концентрационе логоре или погубљено. 29. корпус се расформирао након немачке инвазије на Совјетски Савез: 25. - 26. јуна избила је побуна у његовој 184. стрељачкој дивизији. Друга дивизија 29. корпуса, 179. стрељачка дивизија, изгубила је већину својих војника током повлачења од Немаца, углавном због дезертирања својих војника. Укупно мање од 1.500 војника, од почетне снаге од 12.000, досегло је подручје Пскова до августа 1941. До другог дела 1942. већина Литванца који су остали у совјетским редовима, као и мушке ратне избеглице из Литваније били су организовани у 16. стрељачку дивизија током свог другог формирања. 16. стрељачка дивизија, упркос званичном називу "литванска" и којом су углавном командовали официри литванског порекла, укључујући Адолфаса Урбшаса, бившег начелника штаба литванске војске, била је етнички врло помешана, са до 1/4 свог особља сачињеног од Јевреја и представљајући тако највећу јеврејску формацију совјетске војске. Популарна шала тих година говорила је да се 16. дивизија назива литванска, јер у њеним редовима има 16 Литванаца.
22. естонски територијални стрељачки корпус, који је имао око 7000 војника, снажно је потучен у биткама око Порхова током немачке инвазије лета 1941. године, јер је 2.000 војника убијено или рањено у акцији, а 4.500 се предало. 8. естонски стрељачки корпус, јачине 25.000-30.000 војника, изгубило је 3/4 трупе у бици за Великије Луки током зиме 1942/1943. Учествовао је у заузимању Талина у септембру 1944. Око 20.000 Литванаца, 25.000 Естонаца и 5.000 Летонаца умрло је у редовима Црвене армије и радних батаљона.

### Балтички држављани у саставу немачких снага
Нацистичка администрација такође је регрутовала држављане Балтика у немачке војске. Литванске територијалне одбрамбене снаге (ЛТОС), састављене од добровољаца, основане су 1944. године. ЛТОС су достигле величину од око 10.000 људи. Њихов циљ је био да се боре против приближавања Црвене армије, обезбеде сигурност и спроведу антипартизанске операције на територији коју су сматрали Литванијом. После краћих ангажмана против совјетских и пољских партизана (Армија Крајова), јединица је расформирана, њени лидери су ухапшени и послати у нацистичке концентрационе логоре, а нацисти су погубили многе њене чланове. Летонска легија, створена 1943. године, састојала се од две регрутне дивизије Вафен-ССа. Летонска Легија је 1. јула 1944. имала 87.550 људи. Још 23.000 Летонаца служило је Вермахту. Између осталих борби учествовали су у биткама у Лењинграду, у Курландском џепу, у одбрани Померанског зида, на реци Великаји за брдо "93,4" и у одбрани Берлина. 20. Вафен-СС-ова гренадиерска дивизија (1. естонска) формирана је у јануару 1944. године регрутацијом. Састојећи се од 38.000 људи, учествовала је у бици код Нарве, бици код линије Таненберг, бици код Тартуа и операцији Астер.

### Покушаји обнављања независности и совјетске офанзиве 1944
Током окупације било је неколико покушаја враћања независности. Литванци су 22. јуна 1941. срушили совјетску власт два дана пре него што је Вермахт стигао у Каунас, где су Немци тада дозволили Привременој влади да функционише више од месец дана. Летонско Централно веће основано је као подземна организација 1943. године, али га је уништио Гестапо 1945. године. У Естонији 1941. године Јури Уљотс је предложио обнову независности, касније, до 1944. године, постао је кључна фигура тајног Националног комитета. У септембру 1944. Уљотс је накратко постао вршилац дужности председника независне Естоније. За разлику од Француза и Пољака, балтичке државе нису имале владе у емиграцији на западу. Сходно томе, Велика Британија и Сједињене Државе нису имале никаквог интереса за балтички циљ, док је рат против Немачке био неодлучан. Откриће Катињског масакра 1943. године и бешћутно понашање према Варшавском устанку 1944. бацили су сенку на односе, без обзира на то, сва три победника су ипак показала солидарност на Кримској конференцији 1945. године.
До 1. марта 1944. опсада Лењинграда је завршена и совјетске трупе су се налазиле на граници са Естонијом. Совјети су 14. септембра покренули Балтичку офанзиву, двоструку војно-политичку операцију за разбијање немачких снага. On 16 September the Врховна команда копнене војске Вермахта издала је 16. септембра план којим ће естонске снаге покривати повлачење Немачке. Совјети су убрзо стигли до естонске престонице Талин, где је прва мисија НКВД-а била да спречи бекство из државе, међутим, многе избеглице су успеле да побегну на Запад. НКВД је такође циљао чланове Националног комитета Републике Естоније. Немачке и летонске снаге остале су заробљене у Курландском џепу до краја рата, капитулирајући 10. маја 1945. године.

## Друга совјетска окупација (1944–1991)

### Отпор и депортације
Након поновне окупације балтичких држава, Совјети су спровели програм совјетизације, који је постигнут великом индустријализацијом а не отвореним нападима на културу, религију или слободу изражавања. Совјети су извели масовне депортације како би елиминисали сваки отпор колективизацији или подршку партизанима. Балтички партизани, попут Шумске браће, наставили су да одолевају совјетској власти оружаном борбом током низа година.
Совјети су претходно спроводили масовне депортације 1940–1941, али депортације између 1944–1952 биле су још веће. Само у марту 1949. године, врховне совјетске власти организовале су масовну депортацију 90.000 балтичких држављана.
Укупан број депортованих у периоду 1944–1955 процењен је на преко пола милиона: 124.000 у Естонији, 136.000 у Летонији и 245.000 у Литванији.
Процењени број жртава литванског депортираног становништва износио је 20.000, укључујући 5.000 деце.
Депортованима је дозвољено да се врате после тајног говора Никите Хрушчова  1956. године у којем се осуђује прекомерност стаљинизма, међутим многи нису преживели године прогонства у Сибиру. После рата, Совјети су зацртали нове границе за балтичке републике. Литванија је добила регионе Виљнус и Клајпеда, док је Руска СФСР припојила територију у источним деловима Естоније (5% предратне територије) и Летоније (2%).

### Индустријализација и имиграција
Совјети су извршили велика капитална улагања у енергетске ресурсе и производњу индустријских и пољопривредних производа. Сврха је била интеграција балтичких економија у ширу совјетску економску сферу. У све три републике развијена је прерађивачка индустрија што је резултирало неким од најбољих индустријских комплекса у сфери електронике и производњи текстила. Сеоска економија патила је од недостатка инвестиција и колективизације. Балтичка урбана подручја била су оштећена током рата и требало је десет година да се надокнаде стамбени губици. Новоградње су често биле лошег квалитета, а етнички руски имигранти били су фаворизовани приликом доделе станова. Естонија и Летонија примиле су велику имиграцију индустријских радника из других делова Совјетског Савеза што је драматично променило демографске податке. Литванија је такође примила имиграцију, али у мањем обиму.
Етнички Естонци су пре рата чинили 88 процената, али је 1970. та бројка пала на 60 процената. Етнички Летонци чинили су 75 процената, али је тај број опао на 57 процената 1970. године и даље на 50,7 процената 1989. Насупрот томе, пад у Литванији био је само 4 процента. Балтички комунисти подржавали су и учествовали у Октобарској револуцији 1917. у Русији. Међутим, многи од њих су умрли током Велике чистке 1930-их. Нове режиме 1944. успоставили су углавном домаћи комунисти који су се борили у Црвеној армији. Међутим, Совјети су такође доводили етничке Русе на политичка, административна и руководећа места.

### Враћање независности
Период стагнације донео је кризу совјетског система. Нови совјетски лидер Михаил Горбачов дошао је на власт 1985. године и одговорио политиком гласности и перестројком. Били су то покушаји реформе совјетског система одозго да би се избегла револуција одоздо. Реформе су довеле до поновног буђења национализма у балтичким републикама. Прве велике демонстрације против режима биле су у Риги у новембру 1986. и следећег пролећа у Талину. Мали успешни протести охрабрили су кључне појединце и до краја 1988. реформско крило је стекло одлучујуће позиције у балтичким републикама. У исто време, коалиције реформиста и популистичких снага окупљале су се под Народним фронтовима. Врховни совјет Естонске Совјетске Социјалистичке Републике поново је прогласио естонски језик службеним језиком у јануару 1989. године, а слични закони су убрзо донети у Летонији и Литванији. Балтичке републике су прогласиле свој циљ суверенитета: Естонија у новембру 1988., Литванија у мају 1989. и Летонија у јулу 1989. Балтички пут, који је организован 23. августа 1989. године, постао је највећа манифестација противљења совјетској власти. У децембру 1989. Конгрес народних посланика Совјетског Савеза осудио је Молотов – Рибентроп пакт и његов тајни протокол "правно мањкавим и неважећим."
Дана 11. марта 1990. литвански Врховни совјет прогласио је независност Литваније. Кандидати за независност добили су огромну већину на изборима за Врховни совјет који су одржани раније те године. Дана 30. марта 1990. естонски Врховни совјет прогласио је Совјетски Савез окупационом силом и најавио почетак прелазног периода до независности, а 4. маја 1990. Летонски врховни совет издао је сличну објаву. Совјетски Савез је одмах осудио све три декларације као незаконите, рекавши да морају да прођу кроз процес сецесије зацртан у совјетском уставу из 1977. године. Међутим, балтичке државе су тврдиле да је читав процес окупације кршио и међународно право и њихово сопствено право. Стога су, тврдили су, само поново потврђивали независност која је и даље постојала према међународном праву.
Средином јуна Совјети су започели преговоре са балтичким републикама, међутим имали су већи изазов, пошто је Руска Савезна Република у јуну прогласила суверенитет. Истовремено су балтичке републике такође почеле да преговарају директно са Руском Савезном Републиком. Након неуспелих преговора, Совјети су направили драматичан, али неуспели покушај решења проблема, и послали су војне трупе убивши двадесет и ранивши стотине цивила у ономе што је током јануара 1991. у Летонији постало познато као "масакр у Вилњусу" и "Барикаде". У августу 1991. године "тврдолинијаши" су покушали да преузму контролу над Совјетским Савезом. Дан након пуча 21. августа, Естонци су прогласили пуну независност, након што је 3. марта 1991. у Естонији одржан референдум о независности, заједно са сличним референдумом у Летонији истог месеца. Одобрило га је 78,4% бирача са излазношћу од 82,9%. Независност је обновило естонско Врховно веће у ноћи 20. августа. Летонски парламент је истог дана издао сличну декларацију. Пуч није успео, али распад Совјетског Савеза постао је неизбежан. Након пропасти државног удара, совјетска влада је 6. септембра 1991. признала независност све три балтичке државе.

### Повлачење руских трупа
Руска Федерација је преузела терет и повлачење окупационе снаге, која се састојала од око 150.000 бивших совјетских, а сада руских трупа стационираних у балтичким државама. На Балтику је 1992. још увек било 120.000 руских војника, као и велики број војних пензионера, посебно у Естонији и Летонији.
Током периода преговора, Русија се надала да ће задржати објекте као што су поморска база Лијепаја, радарска станица против балистичких ракета Скрунда и свемирска надзорна станица Вентспилс у Летонији и база подморница Палдиски у Естонији, као и транзитна права до Калињинграда преко Литваније.
Препир је настао када је Русија запретила да ће своје трупе задржати тамо где су биле. Повезивање Москве са одређеним законодавством које гарантује грађанска права етничких Руса на Западу се сматрало подразумеваном претњом у Генералној скупштини Уједињених нација и балтичким лидерима, који су то сматрали руским империјализмом.
Литванија је прва завршила повлачење руских трупа - 31. августа 1993— захваљујући делимичном решењу питања Калињинграда.
Накнадни споразуми о повлачењу трупа из Летоније потписани су 30. априла 1994, а из Естоније 26. јула 1994. Континуирано повезивање Русије резултирало је претњом америчког сената средином јула да заустави сву помоћ Русији у случају да снаге не буду повучене до краја августа. Коначно повлачење завршено је 31. августа 1994. Неке руске трупе остале су смештене у Естонији у Палдиском све док руска војна база није демонтирана и док нуклеарни реактори нису обуставили рад 26. септембра 1995. Русија је управљала радарском станицом Скрунда-1 док није укинута 31. августа 1998. Руска влада је тада морала да демонтира и уклони радарску опрему, овај посао је завршен до октобра 1999. године, када је локалитет враћен Летонији. Последњи руски војник напустио је регион тог месеца, означавајући симболичан крај руског војног присуства на балтичком тлу.

## Цивилни губици
Процењени људски губици током нацистичке и совјетске окупације представљени су у доњој табели.
| Период/акција                                                                   | Естонија                                | Летонија                                | Литванија                   |
| ------------------------------------------------------------------------------- | --------------------------------------- | --------------------------------------- | --------------------------- |
| Популација                                                                      | 1,126,413 (1934)                        | 1,905,000 (1935)                        | 2,575,400 (1938)            |
| Прва совјетска окупација                                                        |                                         |                                         |                             |
| Јун 1941. масовне депортације                                                   | 9,267 (2,409 убијено)                   | 15,424 (9,400 умрло током путовања)     | 17,500                      |
| Жртве репресије (хапшење, мучење, политичка суђења, затвори или друге санкције) | 8000                                    | 21,000                                  | 12,900                      |
| Ванпарнична погубљења                                                           | 2,000                                   | Непознато                               | 3,000                       |
| Нацистичка окупација                                                            |                                         |                                         |                             |
| Масовно убијање локалних мањина                                                 | 992 Јевреја 300 Рома                    | 70,000 Јевреја 1,900 Рома               | 196,000 Јевреја ~4,000 Рома |
| Убиство депортованих Јевреја                                                    | 8,000                                   | 20,000                                  | Непознато                   |
| Убиство других цивила                                                           | 7,000                                   | 16,300                                  | 45,000                      |
| Присилни рад                                                                    | 3,000                                   | 16,800                                  | 36,500                      |
| Друга совјетска окупација                                                       |                                         |                                         |                             |
| Масовне депортације 1948-49                                                     | 1949: 20,702 3,000 умрло током путовања | 1949: 42,231 8,000 умрло током путовања | 1948: 41,000 1949: 32,735   |
| Друге депортације између 1945. и 1956.                                          | 650                                     | 1,700                                   | 59,200                      |
| Хапшења и политички затвор                                                      | 30,000 11,000 настрадало                | 32,000                                  | 186,000                     |
| Послератни партизани убијени или затворени                                      | 8,468 4,000 убијених                    | 8,000 3,000 убијених                    | 21,500                      |

## Последице
У годинама након поновног успостављања балтичке независности, остале су тензије између аутохтоних Балта и досељеника који говоре руски језик у Естонији и Летонији. Иако су захтеви за добијање држављанства у балтичким државама релативно либерални, неки стручњаци примећују недостатак пажње правима лица којима је матерњи руски језик и лица без држављанства у балтичким државама, док се све међународне организације слажу да се у ниједном облику не може уочити систематска дискриминација према становништву које говори руски и које је без држављанства.
У Естонији су 1993. године забележени проблеми у вези са успешном интеграцијом неких који су имали стално пребивалиште у време када је Естонија стекла независност. Према извештају специјалног известиоца о расизму из 2008. године Савету за људска права, представници руских говорних заједница у Естонији видели су да најважнији облик дискриминације у Естонији није етнички, већ се заснива на говорном језику (став 56). Известилац је изнео неколико препорука, укључујући олакшавање давања држављанства лицима недефинисане националности и стављање језичке политике на тему расправе ради израде стратегија које боље одражавају вишејезични карактер друштва (параграфи 89-92). Естонију је критиковао Комитет УН-а за уклањање расне дискриминације, наглашавајући естонски језик у стратегији државне интеграције, употреба казненог приступа за промоцију естонског језика; ограничења употребе мањинског језика у јавним службама, низак ниво заступљености мањина у политичком животу; упорно висок број лица са неодређеним држављанством итд.
Према израелском аутору Јаелу Ронену, из Минерва центра за људска права на Хебрејском универзитету у Јерусалиму, илегални режими обично предузимају мере за промену демографске структуре територије коју држе, обично путем две методе: присилним уклањањем локалног становништва и пребацивањем сопственог становништва на ту територију. Као пример где се овај феномен догодио наводи случај балтичких држава, депортацијама 1949. у комбинацији са великим таласима имиграције 1945-1950 и 1961–1970. Када је илегални режим прешао у законити режим 1991. године, статус ових досељеника постао је проблем.

## Државни континуитет балтичких држава
Балтичку тврдњу о континуитету са предратним републикама прихватила је већина западних сила. Као последица политике непризнавања совјетске анексије ових земаља, у комбинацији са отпором Балтичана совјетском режиму, несметаним функционисањем основних државних органа у егзилу у комбинацији са основним правним начелом ex injuria jus non oritur, да се од незаконитог дела не може извући правна корист, анексија балтичких држава оцењена је као незаконита па њихов суверенитет никада није прешао у Совјетски Савез, а балтичке државе су наставиле да постоје као субјекти међународног права.
Званични став Русије, која је 1991. године изабрана за правног и директног наследника СССР-а, је да су се Естонија, Летонија и Литванија слободно самостално придружиле 1940., и, распадом СССР-а, ове државе су постале новостворени ентитети 1991. године. Став Русије заснован је на жељи да се избегне финансијска одговорност, сматрајући да би признавање совјетске окупације поставило основу за будуће захтеве за компензацију од балтичких држава.

## Совјетска и руска историографија
Совјетски историчари видели су инкорпорацију 1940. године као добровољни улазак Балтичких земаља у СССР. Совјетска историографија наследила је руски концепт из доба Кијевске Русије настављен кроз Руску Империју. Промовисао је интересе Русије и СССР-а на балтичком подручју и одражавао је уверење већине Руса да имају морална и историјска права да контролишу и русизују читаво бивше царство. За совјетске историчаре анексија 1940. године није била само добровољни улазак, већ је била и природна ствар. Овај концепт је учио да је војна безбедност мајке Русије учвршћена и да нико не може да се противи томе.

### Совјетски извори
Пре перестројке, Совјетски Савез је негирао постојање тајних протокола и на догађаје из 1939-1940. гледао је на следећи начин: Влада Совјетског Савеза предложила је владама балтичких земаља да закључе уговоре о узајамној помоћи између тих држава. Притисак радних људи приморао је владе балтичких земаља да прихвате овај предлог. Тада су потписани споразума о узајамној помоћи који су СССР-у омогућили да стационира ограничен број јединица Црвене армије у балтичким земљама. Економске потешкоће и незадовољство становништва политиком балтичких влада које су саботирале испуњење споразума и политичка оријентација влада балтичких земаља према Немачкој довеле су до револуционарне ситуације у јуну 1940. Да би се гарантовало испуњење споразума, ушле су и додатне војне јединице Балтичке земље, које су дочекали радници који су тражили оставке балтичких влада. У јуну су под вођством Комунистичких партија одржане политичке демонстрације радника. Срушене су фашистичке владе и формиране радничке владе. У јулу 1940. одржани су избори за балтичке парламенте. "Синдикати радног народа", створени на иницијативу комунистичких партија, добили су већину гласова. Парламенти су усвојили декларације о обнављању совјетских моћи у балтичким земљама и прогласили совјетске социјалистичке републике. Усвојене су декларације о жељама Естоније, Летоније и Литваније да се придруже Совјетском Савезу и поднете су петиције Врховном совјету Совјетског Савеза. Захтеве је одобрио Врховни совјет СССР-а..

Стаљинова фалсификована историја, објављена 1948. године, наводи у вези са потребом за инвазијама у јуну 1940. године да су "[п]акти закључени са балтичким државама, али да тамо још увек није било совјетских трупа способних да држе одбрану ". Такође, у вези с тим инвазијама, " [само] непријатељи демократије или људи који су изгубили чула могли би те поступке совјетске владе описати као агресију."
Након поновне процене совјетске историје током перестројке, СССР је осудио тајни протокол са Немачком из 1939. године који је довео до инвазије и окупације.

### Руска историографија у постсовјетском добу
Било је релативно мало интересовања за историју балтичких држава током совјетске ере, које су се генерално третирале као јединствени ентитет због једнообразности совјетске политике на овим територијама. Од пада Совјетског Савеза, два општа табора су се развила у руској историографији. Једна, либерално-демократска (либерально-демократическое), осуђује Стаљинове акције и споразум Рибентроп—Молотов и не признаје да су се балтичке државе добровољно придружиле СССР-у. Други, национално-патриотски (национально-патриотическое), тврди да је споразум Молотов-Рибентроп био неопходан за сигурност Совјетског Савеза, да је придруживање Балтика СССР-у воља пролетаријата - обоје у складу са политиком совјетског периода, "потреба да се осигура безбедност СССР-а, "народна револуција" и "добровољно придруживање"" - и да су присталице балтичке независности били оперативци западних обавештајних агенција који су желели да сруше СССР.
Совјетско-руски историчар Вилнис Сиполс тврди да су Стаљинови ултиматуми 1940. године биле одбрамбене мере предузете због немачке претње и да нису имали никакве везе са "социјалистичким револуцијама" у балтичким државама.
Аргументи да је СССР морао да припоји балтичке државе како би одбранио безбедност тих земаља и избегао инвазију Немачке на три републике могу се наћи у факултетском уџбенику "Савремена историја отаџбине".
Сергеј Черниченко, правник и потпредседник Руске асоцијације за међународно право, тврди да 1940. године није било проглашеног ратног стања између балтичких држава и Совјетског Савеза, као и да су совјетске трупе окупирале балтичке државе са њиховим споразумом - нити су то учиниле кршењем претходних одредби уговора од стране СССР-а да би то представљало окупацију. Накнадна анексија није била ни акт агресије ни присиљавања и била је потпуно легална према међународном праву од 1940. Оптужбе за "депортацију" балтичких држављана од стране Совјетског Савеза су стога неутемељене, јер појединци не могу бити депортовани унутар своје земље. Окарактерисао је Вафен-СС, као осуђену злочиначку организацију у Нирнбергу, и њихов помен код "отворено охрабрених пронацистичких" Балтика као хероје који желе да ослободе Балтик (од Совјета) чином "националистичког слепила ". У вези са тренутном ситуацијом на Балтику, Черниченко тврди да је "теорија окупације" званична теза која се користи за оправдање "дискриминације становника руског говорног подручја" у Естонији и Летонији и прориче да ће три балтичке владе пропасти у свом "покушај да прекроје историју".
Према ревизионистичком историчару Олегу Платонову "са становишта националних интереса Русије, уједињење је историјски било праведно, јер су се балтичке земље вратиле у састав древних руских земаља, иако су делимично насељене другим народима". Пакт Молотов-Рибентроп и протоколи, укључујући распарчавање Пољске, само су исправили губитак руских историјских територија "антируском револуцијом" и "страном интервенцијом."
С друге стране, професор и декан Школе за међународне односе и проректор Државног универзитета у Санкт Петербургу, Константин К. Кудолеј сматра да инкорпорација балтичких држава 1940. године није добровољна, он сматра да избори нису били слободни и поштени и одлуке новоизабраних парламената о придруживању Совјетском Савезу не могу се сматрати легитимним, јер те одлуке нису одобриле горње коморе парламената дотичних балтичких држава. Такође тврди да инкорпорација балтичких држава није имала никакву војну вредност у одбрани од могуће немачке агресије, јер је ојачала антисовјетско јавно мњење у будућим савезницима Британије и САД, окренула домаће становништво против Совјетског Савеза и појавом последичног герилског покрета у балтичким државама након Другог светског рата проузроковало је унутрашње проблеме Совјетском Савезу.

### Став Руске Федерације
Појавом перестројке и поновном проценом совјетске историје, Врховни совјет СССР-а 1989. осудио је тајни протокол између Немачке и Совјетског Савеза из 1939. године који је довео до поделе Источне Европе и инвазије и окупације три балтичке земље.
Иако ова акција није констатовала да је совјетско присуство на Балтику окупација, Руска Совјетска Федеративна Социјалистичка Република и Република Литванија то су потврдиле у накнадном споразуму усред распада Совјетског Савеза. Русија је у преамбули свог 29. јула 1991. године "Уговора између Руске Совјетске Федеративне Социјалистичке Републике и Републике Литваније о основама односа између држава" изјавила да једном када СССР елиминише последице анексије из 1940. која је прекршила суверенитет Литваније, односи Русије и Литваније додатно би се побољшали.
Међутим, тренутни званични став Русије директно је у супротности са њеним ранијим зближавањем са Литванијом као и потписом чланства у Савету Европе, где је пристала на обавезе, укључујући "iv. У погледу накнаде за оне особе депортоване у окупираним балтичким државама и потомцима депортованих, како је наведено у Мишљењу бр. 193 (1996), став 7.хii, да се та питања реше што је брже могуће...." Руска влада и држава званичници тврде да је совјетска анексија балтичких држава била легитимна и да је Совјетски Савез ослободио земље од нациста. Они тврде да су совјетске трупе у почетку ушле у балтичке земље 1940. године након споразума и пристанка балтичких влада. Њихов став је да СССР није био у ратном стању нити је био ангажован у борбеним активностима на територијама три балтичке државе, стога се реч "окупација" не може користити. "Тврдње о 'окупацији' од стране Совјетског Савеза и с њима повезане тврдње игноришу сву правну, историјску и политичку реалност и стога су потпуно неутемељене.  - руско Министарство спољних послова.
Ово конкретно руско гледиште Дејвид Менделоф, професор за међународне послове, назива Митом 1939–1940 који наводи да је тврдња да Совјетски Савез није окупирао балтичке државе 1939. године нити их је анектирао следеће године широко распрострањена, задржана и дубоко усађена у руску историјску свест.

## Уговори који утичу на односе СССР-а и Балтика
Након што су балтичке државе прогласиле независност након потписивања примирја, бољшевичка Русија их је напала крајем 1918. године. Известија је у свом издању од 25. децембра 1918. године објавила: "Естонија, Летонија и Литванија су директно на путу Русије ка западној Европи и због тога представљају препреку нашим револуцијама ... Овај зид који нас раздваја мора бити уништен. " Бољшевичка Русија, међутим, није стекла контролу над балтичким државама и 1920. године закључила је мировне уговоре са све три. После тога, на иницијативу Совјетског Савеза, закључени су додатни уговори о ненападању са све три балтичке државе:
- Мировни уговори
- Споразуми о ненападању
- Споразум Келог-Бријан и Литвинов споразум
- Конвенција за дефиницију агресије
- Уговори које је СССР потписао између 1940. и 1945

## Додатни извори
- Falkov, Yaacov (2019). „Between the Nazi Hammer and the Soviet Anvil: The Untold Story of the Red Guerrillas in the Baltic Region, 1941-1945”.  Ур.: Chris Murray. Unknown Conflicts of the Second World War: Forgotten Fronts. London: Routledge. стр. 96—119. ISBN 978-1138612945.
- Regarding the Procedure for carrying out the Deportation of Anti-Soviet Elements from Lithuania, Latvia, and Estonia. Архивирано на веб-сајту  (30. мај 2013) – Full text, English
- The Global Museum on Communism about the occupation of Estonia by the Soviet Union.
- The Occupation museum of Latvia
- GULAG 113 – Canadian film about Estonians mobilized into the Red Army 1941 and forced into labour in the GULAG
- Soviet Aggression Against the Baltic States Архивирано на веб-сајту  (11. октобар 2008) by (Latvian Supreme Court justice) Augusts Rumpeters — Short and thoroughly annotated dissertation on Soviet-Baltic treaties and relations. 1974. Full text
- Situation in Soviet occupied Estonia in 1955–1956. Manivald Räästas, Eduard Õun. 1956.

### Академски и медијски чланци
- Mälksoo, Lauri (2000). Professor Uluots, the Estonian Government in Exile and the Continuity of the Republic of Estonia in International Law. „Professor Uluots, the Estonian Government in Exile and the Continuity of the Republic of Estonia in International Law”. Nordic Journal of International Law. 69 (3): 289—316. 2000. doi:10.1163/15718100020296305..3, 289–316.
- Briggs, Herbert W. (октобар 1943). „Non-Recognition in the Courts: The Ships of the Baltic Republics”. The American Journal of International Law. 37 (4): 585—596. JSTOR 2192492. S2CID 147691393. doi:10.2307/2192492.
- Alfred Erich Senn What Happened in Lithuania in 1940?(PDF)
- The Soviet Occupation of the Baltic States, by Irina Saburova. In Russian Review, 1955
- The Steel Curtain Архивирано на веб-сајту  (26. август 2009), TIME Magazine, April 14, 1947
- The Iron Heel Архивирано на веб-сајту  (14. јануар 2009), TIME Magazine, December 14, 1953